# Eutingen im Gäu
Eutingen im Gäu es un municipio alemán perteneciente al distrito de Freudenstadt en el estado federado de Baden-Wurtemberg. Barrios son Göttelfingen, Rohrdorf y Weitingen. En total, tiene unos 5.450 habitantes y el territorio municipal comprende 3.329 ha. Está ubicado en el altiplano llamado Gäu inmediatamente al norte del valle superior del Neckar.